# Dasyhelea soutini
Dasyhelea soutini är en tvåvingeart som beskrevs av Meillon och Wirth 1987. Dasyhelea soutini ingår i släktet Dasyhelea och familjen svidknott. Inga underarter finns listade i Catalogue of Life.